# Sphecodes latifrons
Sphecodes latifrons är en biart som beskrevs av Cockerell 1919. Sphecodes latifrons ingår i släktet blodbin, och familjen vägbin. Inga underarter finns listade i Catalogue of Life.